# Eurostadion
Het Eurostadion (Frans: L'Eurostadium) was een voorstel voor een nieuw, nationaal voetbalstadion van België. Het opzet was om er regelmatig wedstrijden van het Belgisch voetbalelftal in te organiseren. Ook RSC Anderlecht zou, als huurder en vaste bespeler, zijn intrek nemen in het stadion, maar midden februari 2017 trok de club zich terug uit het project. In het Eurostadion zouden aanvankelijk ook drie groepswedstrijden en een achtste finale van het Europees kampioenschap voetbal 2020 plaatsvinden, tot de UEFA Brussel schrapte als gaststad, wegens onvoldoende garanties dat het stadion op tijd afgewerkt zou zijn. Eind januari 2018 werd een omgevingsvergunning geweigerd door Vlaams minister Joke Schauvliege, nadat in een eerdere procedure al een bouw- en milieuvergunning waren geweigerd. Er rezen grondige twijfels over de verdere slaagkansen, maar bouwheer Ghelamco verklaarde door te zetten met haar plannen voor een voetbalstadion, op dezelfde locatie. In maart 2019 kondigde de KBVB echter aan dat de plannen voor een nieuw stadion werden opgeborgen en dat men verkoos om het huidige Koning Boudewijnstadion te renoveren.

## Geschiedenis
Michel Verschueren, de gewezen manager van RSC Anderlecht die aan het begin van de jaren 1980 de drijvende kracht achter de bouw van het Constant Vanden Stockstadion was, lanceerde in 2004 het plan om een nieuw stadion van zo'n 40.000 zitplaatsen te bouwen. Aanvankelijk stelde Anderlecht voor om het stadion te delen met het naburige FC Brussels. In de daaropvolgende jaren werden drie pistes overwogen: een uitbreiding van het Constant Vanden Stockstadion, de bouw van een nieuw stadion op een nieuwe locatie en een verhuis naar het Koning Boudewijnstadion, de thuishaven van het Belgisch voetbalelftal. Als locatie voor het nieuwe stadion kwamen onder meer Parking C van de Heizel, een site in Schaarbeek, de site van de Mabru-vroegmarkt in Brussel en het NAVO-terrein in Haren in aanmerking. Parking C van de Heizel, nabij het Koning Boudewijnstadion, droeg de voorkeur weg van Brussels minister Guy Vanhengel, hoewel de site in de gemeente Grimbergen lag en dus Vlaams grondgebied was. In februari 2013 keurde Éric Tomas, burgemeester van de gemeente Anderlecht, onder strikte voorwaarden de uitbreiding van het Constant Vanden Stockstadion goed. Desondanks bleven de Koninklijke Belgische Voetbalbond (KBVB), het bestuur van Anderlecht en de stad Brussel een renovatie van het Koning Boudewijnstadion of de bouw van een nieuw stadion overwegen. In december 2013 werd er een akkoord bereikt om het nieuwe stadion op Parking C te bouwen. Een jaar later stelde België zich kandidaat om enkele wedstrijden van het Europees kampioenschap voetbal 2020 te organiseren in het nog te bouwen Eurostadion. Op 19 september 2014 kreeg België van de UEFA drie groepswedstrijden en een achtste finale toegewezen. Begin 2015 werd beslist om de bouw van het stadion over te laten aan het consortium BAM/Ghelamco. Eerder had Ghelamco ook het nieuwe stadion (Ghelamco Arena) van voetbalclub AA Gent gebouwd. Het consortium vroeg aan Anderlecht een huurprijs van elf miljoen euro, maar dat wilde de club niet betalen. Uiteindelijk werd er toch een akkoord bereikt. Op 20 juni 2015 werden de bouwplannen voor het Eurostadion op een persconferentie officieel voorgesteld.
Eind oktober 2016 werd het milieueffectenrapport (MER) goedgekeurd, waardoor bouwheer Ghelamco de bouw- en milieuvergunning kon aanvragen. Vóór deze vergunningen al dan niet konden worden uitgereikt, moest de gemeente Grimbergen nog een positief advies geven aan de bestendige deputatie Vlaams-Brabant om een buurtweg af te schaffen, die in theorie over parking C liep (maar er in praktijk al lang niet meer was). Eind januari 2016 werd een voorstel daartoe weggestemd door de gemeenteraad. Een maand later herzag men deze beslissing, en werd alsnog een positief advies gegeven aan de deputatie, die de buurtweg eind april 2017 afschafte. Tegen deze afschaffing werd onmiddellijk beroep aangetekend door Bart Laeremans, een gemeenteraadslid uit Grimbergen. In december 2017 werd de buurtweg definitief afgeschaft door Vlaams minister Joke Schauvliege.
Midden februari 2017 raakte bekend dat Anderlecht dan toch niet zijn intrek zou nemen in het Eurostadion. Enkele dagen later gaf de gemeente Grimbergen ook een negatief advies voor de bouwvergunning, waardoor grondige twijfel ontstond over de verdere slaagkansen van het project. In de tweede helft van maart was ook het advies van Ruimte Vlaanderen negatief. Aangezien het om een bindend advies gaat, werd de bouwvergunning voor het stadion een week later geweigerd door de gemeente Grimbergen. Ghelamco ging echter in beroep bij de bestendige deputatie.
Begin juni 2017 weigerde de bestendige deputatie ook een milieuvergunning toe te kennen aan het project. Net als voor de bouwvergunning ging Ghelamco in beroep. Twee maanden later kondigde Ghelamco echter aan de beroepsprocedures te annuleren en een volledige nieuwe omgevingsvergunning aan te vragen. Zo'n procedure bundelt alle voorgaande procedures en moet worden uitgereikt door de Vlaamse overheid, in plaats van de bestendige deputatie.
De UEFA maakte op 7 december 2017 bekend dat Brussel niet langer gaststad is voor Euro 2020, door de onzekerheid die er heerst rond de omgevingsvergunning. Een kleine twee maanden later bleek die vrees terecht, toen een dergelijke vergunning werd geweigerd door de Vlaamse regering op initiatief van minister Joke Schauvliege. Bouwheer Ghelamco verklaarde door te zetten met een stadionproject op dezelfde locatie (eventueel in een gewijzigde vorm), maar de deadline van 2020 zou sowieso niet meer worden gehaald. De KBVB kondigde echter in maart 2019 dat er geen nieuw nationaal stadion zou komen, maar dat het Koning Boudewijnstadion zou worden gerenoveerd.
De gerechtelijke procedures van Ghelamco tegen de negatieve beslissing over de omgevingsvergunning kenden geen succes. Het beroep bij de Raad voor Vergunningsbetwistingen werd in september 2019 afgewezen en het cassatieberoep bij de Raad van State in oktober 2020.